# آووندیل شمالی (کلرادو)
آووندیل شمالی (به انگلیسی: North Avondale) یک منطقهٔ مسکونی در ایالات متحده آمریکا است که در شهرستان پوبلوو، کلرادو واقع شده‌است. آووندیل شمالی ۱٬۳۷۷ متر بالاتر از سطح دریا واقع شده‌است.